# 月輪に斬り咲く
『月輪に斬り咲く』 （がちりんにきりさく）は丸山朝ヲによる日本の漫画作品。『月刊コミックバーズ』（幻冬舎コミックス刊）にて2011年1月号から2015年4月号まで連載。

## ストーリー
人を襲う獣人「狗神憑き」となってしまった者を、斬り伏せ鎮め、または「大旧社」へと送ることを使命とした家系「狗神筋」。その当代巫女・犬上サクヤは自らが戦うよりどころでもあった最愛の人・甲斐名もまた狗神憑きになってしまうという悲劇に見舞われる。覚悟を決め彼を鎮めようとするサクヤだったが、謎の少女「紅頭巾」によって解放された「大旧社」の狗神憑きたちの邪魔もあって取り逃がしてしまう。姿をくらました甲斐名を討つため、また、解放された狗神のなかでも100年以上を経た危険な狗神憑き「古狗」を鎮めるため、今日も狗神憑きを斬る――

## 本編の登場人物
犬上サクヤ（いぬがみ サクヤ）
「狗神筋」の当代。現役の女子高生で、狗神を斬る役目を担っている。幼いころから居合い道の修行をしたらしく体中に傷があり、呪われた宿命に従いつつも、若さゆえの弱さや迷いが時折見える。一族からは同族殺しと蔑まれ、周りの人間からは人殺しと呼ばれ忌み嫌われている。
外道喰疾兵衛（げどうぐいしっぺい）
サクヤが持つ狗神を斬る刀に取り付いている式神。狗神に憑依され人狼になった人間の血が大好物。
モデルは、民話「白羽の矢」にて生贄になるはずだった娘の代わりに差し出され、狒々たちをかみ殺した悉平太郎（しっぺいたろう）。
犬護八衛（いぬもり やえ）
サクヤより10歳近く歳の離れた女の子で、一族は代々狗神筋の家に仕えている。サクヤが倒した人狼の後始末を担っており、サクヤのことをお譲と呼んでいる。

## 用語
狗神憑き
本作の敵の総称。かつて殺された犬神が残した呪いを、権力と引き換えに一族で引き受けた「八房」の血族の伝承が残っており、その八房の一族に代々あらわれる「狗が身」となってしまったものたち。獣のような姿と身体能力、不死性を手にいれると同時に狂気に犯され、人、とりわけ女性を犯し食い殺すようになる。比較的若い狗神は狂気のほうが強くまともなコミュニケーションをとることもできない。また、元々恋慕している相手や執念があると、特にそれに固執するようになる。通常の手段では死ぬことがなく、狗神筋のものが斬り裂いた後、鍔鳴や鏑矢の鉄輪などで軽い金属音（ちん＝鎮に通ずる音）を立てることによってのみ鎮めることができる。
大旧杜（オオフルモリ）
狗神憑きとなってしまったものたちが幽閉される森。狗神たちはここから出ることができず、また不死性を持つためここに送られれば永遠に近い時間を暗闇で過ごさなければならなくなる。外に出てきかねない狗神たちを新月の夜におびき出し、鎮める「狗神鎮め」を行うのが本来の狗神筋の役目である。大旧社には後述する古狗のほか、紅頭巾が姉と呼ぶ首のミイラが封印されている。なお、「杜」はこの作品において獲物を逃がさないための結界として定義されている。
古狗（コク）
狗神憑きのなかでも100年以上を経たものたち。なりたての狗神たちにみられる狂気はなりを潜め、きわめて理性的になる。ただし、その精神は完全に人のものではなくなり、殺人・食人を当たり前のように行う。
八房
かつて村を襲った呪いを、権力を得ることと引き換えにその血に受けた一族たち。「一火」「弐ノ木」「参差」「四持」「五芒」「六津」「七切」「八草」の八家によって構成されており、何代かに1人狗神憑きとなるものがあらわれる。

## 単行本
- 丸山朝ヲ『月輪に斬り咲く』 幻冬舎コミックス〈バーズコミックス〉、全7巻
  1. 2011年5月24日発売 ISBN 978-4-34-482225-2
  2. 2011年11月24日発売 ISBN 978-4-34-482356-3
  3. 2012年6月23日発売 ISBN 978-4-34-482529-1
  4. 2013年1月24日発売 ISBN 978-4-34-482680-9
  5. 2013年8月24日発売 ISBN 978-4-34-482891-9
  6. 2014年3月24日発売 ISBN 978-4-34-483069-1
  7. 2015年3月24日発売 ISBN 978-4-34-483383-8